# Pleurocarpaea
Pleurocarpaea är ett släkte av korgblommiga växter. Pleurocarpaea ingår i familjen korgblommiga växter.
Kladogram enligt Catalogue of Life:
| Pleurocarpaea | \| \| Pleurocarpaea denticulata \| \| \| \| \| \| Pleurocarpaea fasciculata \| \| \| \| |
|               | \| \| Pleurocarpaea denticulata \| \| \| \| \| \| Pleurocarpaea fasciculata \| \| \| \| |
|               | Pleurocarpaea denticulata                                                               |
|               |                                                                                         |
|               | Pleurocarpaea fasciculata                                                               |
|               |                                                                                         |